# Alexandra Würzbach
Alexandra Würzbach (* 1968) ist eine deutsche Journalistin. Sie war Chefredakteurin der Wochenzeitung Bild am Sonntag. Von März 2021 bis März 2023 war sie Teil der Chefredaktion der Zeitung Bild. Seit März 2024 ist sie Chefredakteurin von Icon, dem Stilmagazin der Welt am Sonntag.

## Werdegang
Nach Angaben des Axel-Springer-Verlags begann Würzbach 1990 eine Volontariatsausbildung an der Journalistenschule Axel Springer. Unter den auf der Website der Journalistenschule aufgelisteten Alumni fehlt ihr Name aber. Später arbeitete Würzbach unter anderem bei der Dresdner Regionalausgabe der Bild, als Gesellschaftskolumnistin für den Schweizer Blick sowie als Ressortleiterin „Unterhaltung“ bei der B.Z. Seit 2003 ist Würzbach als Autorin bei Bild tätig. Ab März 2013 war Würzbach Textchefin der Bild-Bundesredaktion und wurde außerdem Mitglied der Chefredaktion. Ab April 2015 war Würzbach auf eigenen Wunsch wieder als Autorin tätig, blieb aber Mitglied der Chefredaktion. Im Juni 2019 wurde Würzbach zur Stellvertreterin von Bild-Chefredakteur Julian Reichelt ernannt. Im Dezember 2019 wurde sie im Zuge einer Zusammenfassung der bis dahin unabhängigen Redaktionen von Bild und Bild am Sonntag als Nachfolgerin von Marion Horn Chefredakteurin der Bild am Sonntag. Der Spiegel bezeichnete Würzbach als „gewiefte Boulevard-Strategin“, die „mit ihrem Riecher für heiße Geschichten schon unter Franz Josef Wagner bei der Berliner Postille B.Z. in der Branche einen Namen und einen gewissen Ruf“ gehabt habe. Von März 2021 bis März 2023 war sie in der Chefredaktion der Bild.
Am 1. März 2024 trat Würzbach die Nachfolge der bisherigen Chefredakteurin und Gründerin von Icon, Inga Griese, an.

## Borer-Affäre
Anfang April 2002 berichtete Würzbach als damalige Gesellschaftskolumnistin von Blick in einer Titelreportage des SonntagsBlick von einer angeblichen, in Wirklichkeit aber frei erfundenen Liaison von Thomas Borer, damaliger Botschafter der Schweiz in Deutschland, mit der Visagistin Djamila Rowe. Borer schied auf Grund der Berichte – einer Versetzung zuvorkommend – auf eigenen Wunsch aus dem Staatsdienst aus. Einige Monate später kam heraus, dass Rowe vom Blick 10.000 Euro für eine falsche Aussage erhalten hatte. Rowe sprach von „enormem psychischen Druck“, der auf sie ausgeübt worden sei, „sie sei von […] Würzbach ‚massiv unter Druck gesetzt‘ und zu Falschaussagen gezwungen worden.“ Blick-Verleger Michael Ringier entschuldigte sich im Juli 2002 öffentlich beim Ehepaar Borer-Fielding, der Ringier-Verlag musste nach einem außergerichtlichen Vergleich Schmerzensgeld von über einer Million Schweizer Franken zahlen. Auch an die Superillu musste Ringier Schadensersatz zahlen: Würzbach war damals unter dem Vorwand, für eine Reportage über Ostdeutschland zu recherchieren, ins Archiv der Superillu eingedrungen und hatte von der Illustrierten 1992 veröffentlichte Nacktfotos Rowes heimlich abfotografiert. Blick-Chefredakteur Mathias Nolte, dessen Stellvertreter Ralph Große-Bley (Würzbachs Ehemann) sowie Alexandra Würzbach mussten den Blick verlassen. Die Neue Zürcher Zeitung bezeichnete Würzbachs Reportage als „Schmierenstück“, das sie „mit perfidem ‚Textdesign‘ und skrupellosen Verhörmethoden“ angerichtet habe.

## Privates
Würzbach war mit Ralph Große-Bley verheiratet, der unter anderem während der Borer-Affäre 2001/2002 stellvertretender Chefredakteur Blick und von 2009 bis 2013 Chefredakteur des Blick war. Ihre gemeinsame Tochter Louisa Nele Würzbach ist ebenfalls als Journalistin tätig.